# Champion (značka)
Champion je americká oděvní značka, založená v roce 1919.

## Historie
Značku založili v roce 1919 bratři Feinbloomovi z Rochesteru jako Knickerbocker Knitting Company. Již od začátku se značka zaměřovala na výrobu mikin a tepláků. Jako první je začali oblékat sportovci z Michiganské státní univerzity.[zdroj⁠?!] Ve 30. letech 20. století značka dodávala sportovní oblečení do univerzitních sportovních týmů. V roce 1934 si Champion nechal patentovat metodu „Reverse Weave” (obrácené tkaní). Jedná se o tkaní, u kterého je vlákno vlny při výrobě otočeno svisle, což poté zmírňuje mačkání. Tato myšlenka přišla právě od univerzitních trenérů, kteří chtěli veškeré sportovní oblečení prát dohromady bez rizika poničení.
Firma dodává sportovní oblečení hráčům NBA či NFL, a mimo jiné se stala oficiálním výrobcem sportovních dresů americké basketbalové reprezentace.